# Маши (Об)
Маши́ (фр. Machy) — коммуна во Франции, находится в регионе Шампань — Арденны. Департамент — Об. Входит в состав кантона Буйи. Округ коммуны — Труа.
Код INSEE коммуны — 10212.
Коммуна расположена приблизительно в 150 км к юго-востоку от Парижа, в 95 км южнее Шалон-ан-Шампани, в 18 км к югу от Труа.

## Население
Население коммуны на 2008 год составляло 103 человека.
| 1962 | 1968 | 1975 | 1982 | 1990 | 1999 | 2008 |
| ---- | ---- | ---- | ---- | ---- | ---- | ---- |
| 93   | 93   | 76   | 101  | 127  | 112  | 103  |

## Экономика
В 2007 году среди 74 человек в трудоспособном возрасте (15—64 лет) 61 были экономически активными, 13 — неактивными (показатель активности — 82,4 %, в 1999 году было 80,5 %). Из 61 активных работали 51 человек (26 мужчин и 25 женщин), безработных было 10 (5 мужчин и 5 женщин). Среди 13 неактивных 3 человека были учениками или студентами, 6 — пенсионерами, 4 были неактивными по другим причинам.